# Exploración complementaria
Una exploración complementaria es una prueba diagnóstica que solicita el médico y que se realiza al paciente tras una anamnesis y exploración física, para confirmar o descartar un diagnóstico clínico. 
Un examen médico es el conjunto de pruebas que incluyen a la exploración física y a las exploraciones complementarias que no solo se utilizan para diagnosticar enfermedades, sino también como prevención secundaria.
Las pruebas complementarias o exámenes diagnósticos deben ser solicitadas para una indicación clínica específica, deben ser lo bastante exactas como para resultar eficaces en esa indicación y deben ser lo menos costosas y peligrosas posible. Ninguna prueba diagnóstica es totalmente exacta y los resultados de todas ellas suelen plantear problemas de interpretación. Es necesario comprender los términos utilizados con mayor frecuencia en el análisis de las pruebas y en epidemiología, tales como la prevalencia, sensibilidad, especificidad, valor predictivo positivo y valor predictivo negativo.

## Tipos
Las pruebas complementarias pueden ser de distintos tipos como:
- Pruebas de laboratorio o análisis clínicos: Suelen ser análisis químicos o biológicos de muestras generalmente de fluidos corporales (sangre, orina, heces, líquido cefalorraquídeo, semen, etc.). Las prueba de laboratorio más conocidas o frecuentes suelen ser los análisis de sangre y los análisis de orina.
- Pruebas de imagen: Son exámenes de diagnóstico donde se visualiza el cuerpo humano con pruebas basadas en:

- radiodiagnóstico, como la radiografía y la tomografía axial computarizada
- en magnetismo, como la resonancia magnética nuclear
- medicina nuclear, como las gammagrafías y la tomografía por emisión de positrones.
- en ultrasonidos, como la ecografía.
- Pruebas endoscópicas: Son pruebas que visualizan el interior de cavidades u órganos huecos del cuerpo como la colonoscopia.
- Anatomía patológica: Son pruebas que analizan una muestra de tejido o biopsia o una pieza quirúrgica tras una cirugía. También incluye las citologías.
- Electrogramas: electrocardiograma ECG, electroencefalograma EEG, electromiograma EMG.
- Test de esfuerzo.
- Estudios alergológicos a: fármacos, animales, vegetales, minerales, etc.
- Espirometrías.

## Características de una prueba diagnóstica
- Sensibilidad y especificidad (la llamada eficacia diagnóstica).
- Valores predictivos.
- Exactitud: correspondencia con el valor verdadero. Un test es poco exacto si diverge del valor verdadero incluso con resultados reproducibles (esta exactitud se corrige calibrando los equipos y utilizando programas de calidad externa).
- Precisión: medida de la reproducibilidad de una prueba cuando se repite con una misma prueba. Una prueba es imprecisa cuando los resultados varían mucho en muestras repetidas (se corrige usando controles internos o aumentando el número de conteos).
- Rango de referencia: representa el intervalo de confianza del 95 % de la media del valor en la población que se ha estudiado. Los valores cercanos al límite del intervalo deben tomarse con precaución. El rango de referencia de una prueba es específico de la prueba y del laboratorio donde se lleva a cabo.
- Factores interferentes:

- Preparación del paciente. Por ejemplo, a veces es preciso que el paciente esté en ayunas antes de tomarle su muestra.
- Recogida de la muestra: los factores que pueden afectar a la eficacia de la prueba diagnóstica y que dependen del proceso de recogida de la muestra son el tiempo que transcurre desde la toma de la muestra hasta la realización de la prueba (puede afectar a la estabilidad de la muestra), el momento de la recogida, la posible lisis celular, el almacenamiento y el transporte hasta el laboratorio.

## Criterios de elección de una prueba diagnóstica
El criterio de elección de una prueba diagnóstica depende concretamente de los objetivos de la prueba y del tipo de enfermedad a analizar. En general, se considera que una prueba diagnóstica tiene una exactitud aceptable si su sensibilidad y especificidad llegan al umbral del 80 %.
- Se elige una prueba muy sensible cuando se trata de una enfermedad grave, pero curable (tiene tratamiento) de manera que se intenta conseguir los menos falsos negativos posibles. Además, se debe tener en cuenta que un resultado positivo falso no suponga ningún trauma psicológico, ni gasto económico para el paciente. Por ejemplo, una enfermedad infecciosa.

- Se elige una prueba muy específica cuando la enfermedad es grave y prácticamente incurable, de manera que se intenta conseguir los menos falsos positivos posibles. Ya que supondría un trauma psicológico y económico para el paciente. Por ejemplo, algún tipo de cáncer que necesite de intervención quirúrgica.

## Formas de solicitarlas
Cuando existen varias hipótesis diagnósticas ante una enfermedad, se planteará el diagnóstico diferencial y las pruebas complementarias pueden solucionar las dudas existentes. Si solamente hay una sospecha diagnóstica, las pruebas complementarias tratarán de confirmarla. Existen dos formas de solicitar las exploraciones complementarias:
- Pruebas complementarias en paralelo: Es la realización simultánea de varias pruebas complementarias. Al realizar pruebas en paralelo aumenta la probabilidad de diagnosticar a un enfermo, pero también aumenta la probabilidad de considerar como enfermo a un sano.
- Pruebas complementarias en serie: Es la realización de pruebas complementarias según los resultados de otras previas.  El riesgo de la realización de pruebas en serie es no diagnosticar a algunos enfermos. En cambio, pocos sanos serán considerados como enfermos.